# 2925 Beatty
2925 Beatty este un asteroid din centura principală, descoperit pe 7 noiembrie 1978 de Eleanor Helin și Schelte Bus.